# Chris Norbury
Chris Norbury, angleški igralec snookerja, * 14. avgust 1986, Accrington, Anglija.